# (2201) Oljato
(2201) Oljato es un asteroide que forma parte de los asteroides Apolo y fue descubierto por Henry Lee Giclas desde el Observatorio Lowell, en Flagstaff, Estados Unidos, el 12 de diciembre de 1947.

## Designación y nombre
Oljato fue designado al principio como 1947 XC.
Más adelante se nombró por Oljato, un lugar de la reserva de los Navajos.

## Características orbitales
Oljato está situado a una distancia media de 2,172 ua del Sol, pudiendo alejarse hasta 3,72 ua y acercarse hasta 0,6237 ua. Su inclinación orbital es 2,524° y la excentricidad 0,7128. Emplea 1169 días en completar una órbita alrededor del Sol.
Oljato pertenece al grupo de los asteroides potencialmente peligrosos.